# تسوایفلشاید
تسوایفلشاید (به آلمانی: Zweifelscheid) یک شهر در آلمان است که در بیتبورگ-پروم واقع شده‌است.